# Mariakyrkan i Oslo

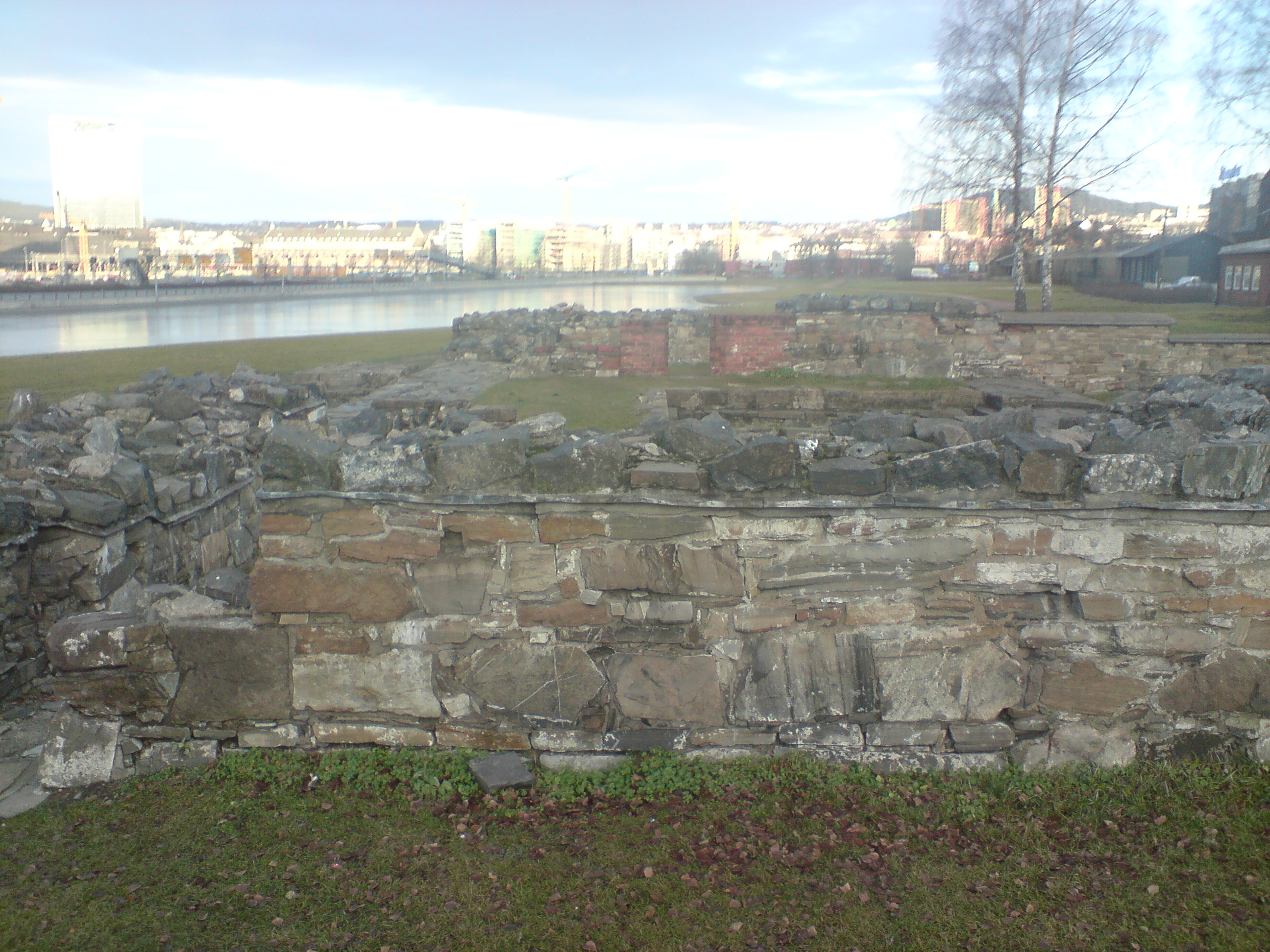
Ruinerna av Mariakyrkan, sedd mot norr och bebyggelsen i Bjørvika i bakgrunden

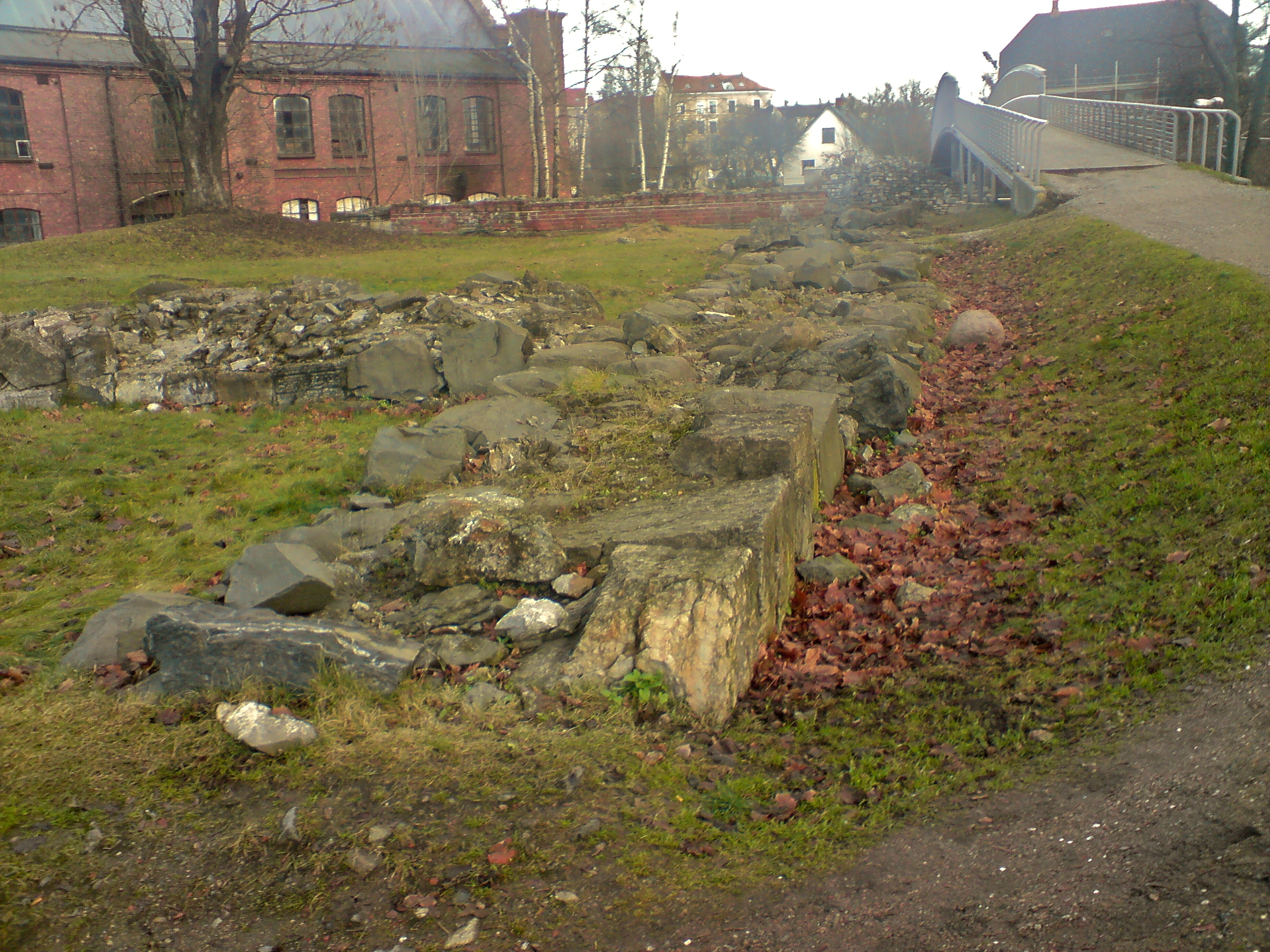
Detalj från söderväggen, i bakgrunden NSBs tidigare verkstad

Mariakyrkan i Oslo är en kyrkoruin i Oslo. Kyrkan blev antagligen först rest som en liten träkyrka runt 1000-talet. Runt 1100-talet byggdes det en enskeppad stenkyrka med kor och absid, och ett västtorn. En större ombyggnad på 1200-talet gav kyrkan ett nytt gotiskt kor, och efter den stora ombyggnaden på 1300-talet blev den uppbyggd i tegel, där skeppet utvidgades västeröver och med två stora torn mot väster och ett nytt och stort korsformat kor. Kyrkan var det kungliga kapellet.
Kyrkan stacks i brand av svenskarna i samband med angreppet 1523. Efter reformationen förföll kyrkan så att den inte kunde repareras och revs därför 1542. Senare, då staden flyttades efter stadsbranden 1624, blev området överdäckat och brukades som jordbruksareal. Utgrävningar skedde 1867 under ledning av Nicolay Nicolaysen, 1935 under ledning av Gerhard Fischer och 1961-1963 under ledning av Håkon Christie.
Kyrkan kan i dag ses som ruin i Middelalderparken.